# Paulinus van Trier

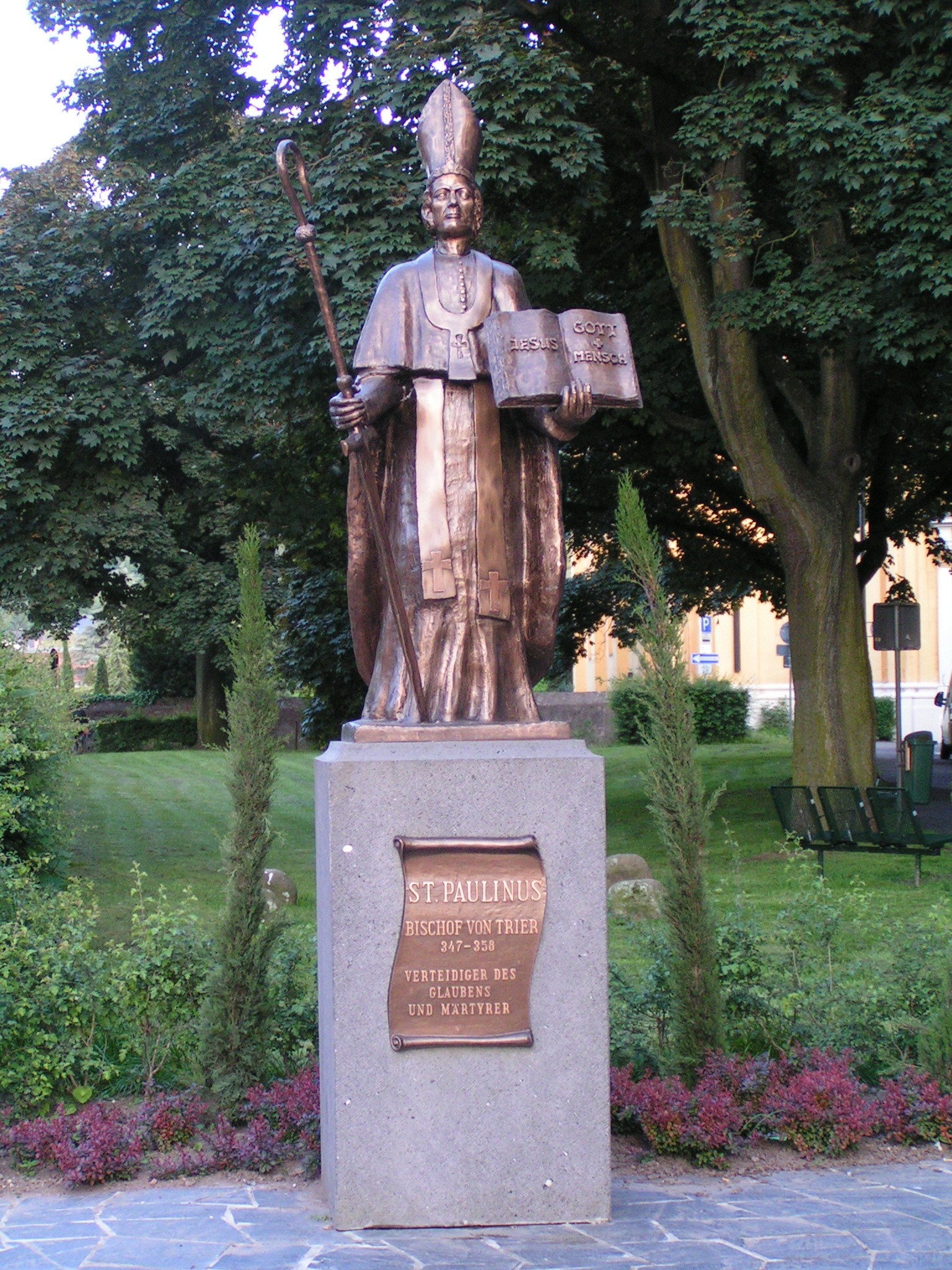
Paulinus van Trier

Paulinus van Trier was bisschop van Trier in de 4e eeuw. Hij werd na zijn dood heilig verklaard. Zijn feestdag valt op 31 augustus, zijn sterfdag.
Volgens de christelijke traditie werd hij rond het jaar 300 geboren uit een adellijke familie in Aquitanië. In 346 werd hij aangesteld tot bisschop van Trier (Augusta Treverorum), in opvolging van Maximinus, met wie hij als zendeling naar deze stad was gekomen en die hem daar tot priester had gewijd. Als bisschop bestreed Paulinus het arianisme, en op de Tweede Synode van Arles nam hij als enige de verdediging van Athanasius van Alexandrië op zich. Dat bracht hem in conflict met keizer Constantius II, die Athanasius had laten veroordelen. Daarom stuurde de keizer in 353 de ongehoorzame Paulinus in ballingschap naar Phrygië, waar hij uiteindelijk van ontgoocheling en ontbering overleed op 31 augustus 358.
Volgens de overlevering liet bisschop Felix van Trier Paulinus' gebeente, reeds op het einde van de 4e eeuw, naar Trier overbrengen en er begraven. In 1072 werd het stoffelijk overschot van Paulinus opgeborgen in een houten sarcofaag, die nog steeds vereerd wordt in de naar hem genoemde kerk te Trier.
- Gemeinsame Normdatei: 131497189
- Système universitaire de documentation: 229648592
- Virtual International Authority File: 10980285